# Maura und Krukenbek
Das Naturschutzgebiet Maura und Krukenbek ist Bestandteil des EU-Vogelschutzgebietes „Schaalsee-Gebiet“ und größtenteils Bestandteil des FFH-Gebietes „Amphibiengebiete westlich Kittlitz“. Im Süden schließt sich das Naturschutzgebiet „Schaalsee mit Niendorfer Binnensee, Priestersee und Großzecher Küchensee, Phulsee, Seedorfer Küchensee und Umgebung“ an. Zuständige untere Naturschutzbehörde ist der Kreis Herzogtum Lauenburg in Schleswig-Holstein.
Es stellt den Wald Maura sowie die ihn umgebenden, extensiv genutzten Grünlandflächen und das in eine Grundmoräne eingeschnittene Tal der Krukenbek mit angrenzenden Hangbereichen und weiteren land- und forstwirtschaftlich genutzten Flächen unter Schutz. 
Das Gebiet wird von einem Mosaik verschiedener Biotoptypen geprägt. So finden sich im Bereich des Waldes Maura ungenutzte Bruch- und Sumpfwälder mit Alt- und Totholz. Weiterhin sind im Naturschutzgebiet Sümpfe und Röhrichte mit Wasserschwaden und Rohrglanzgras, zahlreiche Kleingewässer mit Laichkraut- und Schwimmblattvegetation, Feuchtgrünland mit Seggenriedern und Hochstaudenfluren sowie ein sich regenerierender Niedermoorkomplex zu finden. In den Rand- und Hangbereichen schließen sich Grasfluren und von Besenheide dominierte Zwergstrauchheiden, Pionierwäldchen mit Buchen, Eichen, Kiefern und Birken sowie teilweise Sandmagerrasen und offene Sandfluren an.
Das Naturschutzgebiet ist Lebensraum und Nahrungshabitat u. a. von Kranich, Weißstorch, Schwarz- und Mittelspecht, Rotmilan, Wachtel, Neuntöter, Waldwasserläufer und Braunkehlchen. Amphibien sind z. B. durch Rotbauchunke und Kammmolch vertreten. Auch die Bauchige Windelschnecke ist hier zu finden. Neben dem Schutz des Gebietes als Lebensraum ist es auch Teil des Verbundsystems innerhalb der Schaalsee-Landschaft und sorgt für einen geringeren Eintrag von Nähr- und Schadstoffen in den Schaalsee.
Die Flächen des Naturschutzgebietes gehören zum größten Teil dem Zweckverband „Schaalsee-Landschaft“, der das Naturschutzgebiet auch betreut. Das Gebiet wird von der Kreisstraße 48 gequert und grenzt im Nordwesten, Nordosten und Osten an weitere Wege. Im Nordosten schließt sich das Waldgebiet Eichhorst an das Naturschutzgebiet an. Ansonsten schließen sich landwirtschaftliche Nutzflächen, im Süden auch weitere Waldbereiche an das Naturschutzgebiet an.